# 尼古拉·德米特里耶维奇·叶戈罗夫
尼古拉·德米特里耶维奇·叶戈罗夫（俄语：Николай Дмитриевич Егоров，1951年—1997年），是前苏联和俄罗斯联邦政治家。曾经担任过俄联邦总统驻车臣全权代表，俄罗斯总统办公厅主任，克拉斯诺达尔边疆区行政长官等公职。第一次车臣战争调解员。叶利钦的亲信。

## 生平
克拉斯诺达尔边疆区拉賓斯克區出身。斯塔夫罗波尔农业学院，苏共中央高级党校毕业。历任克拉斯诺达尔边疆区集体农场党委书记，场长，苏共拉宾斯基区执行委员会主席。1992年12月被叶利钦任命为克拉斯诺达尔边疆区行政长官。
1994年5月16日至1995年6月30日，担任俄联邦民族事务和地区政策部长（副总理级）。期间于1994年11月30日被任命为俄罗斯联邦总统驻车臣全权代表。1994年12月8日，被任命为联邦执行权力机构车臣地方局局长。1995年1月26日“因健康原因”被免职。6月14日斯塔夫罗波尔边疆区布琼诺夫斯克人质事件发生后于30日被免除部长职务。
1995年8月，他被任命为俄罗斯联邦民族关系主席助理。1996年1月被任命为俄罗斯总统办公厅主任，7月被丘拜斯接替。7月15日由叶利钦直接任命为克拉斯诺达尔边疆区区长，同时负责叶利钦总统就职仪式筹备委员会领导工作。同年11月在该区首届民选中惨败（得票率不到8%）而去职。
1997年4月25日因肺癌病世。安葬于孔策沃公墓。